# Pierre Martineau
 (décembre 2017).
Si vous disposez d'ouvrages ou d'articles de référence ou si vous connaissez des sites web de qualité traitant du thème abordé ici, merci de compléter l'article en donnant les références utiles à sa vérifiabilité et en les liant à la section « Notes et références ».
Pour les articles homonymes, voir Martineau.
Pierre Martineau, né à Trois-Rivières en 1965, est un journaliste québécois. 

## Biographie
Il débute à l'âge de 18 ans à l'Hebdo-Journal comme journaliste sportif.
Il occupera un poste similaire à CJTR, radio AM de Trois-Rivières, pendant près de deux ans avant de quitter pour la station rivale, CHLN, et devient journaliste et présentateur dans le cadre des bulletins de nouvelles générales.
En 1990, il obtient une chronique quotidienne sur les ondes de TQS-Mauricie, tout en poursuivant son travail à la radio. Quelques mois plus tard, on lui offre de devenir présentateur du bulletin de TQS. Pendant 10 ans, il agira comme chef d'antenne et responsable de la salle des nouvelles.
En 2000, il accepte une offre de TQS-Québec et sera journaliste pendant moins de deux ans avant de se voir offrir successivement les postes de rédacteur en chef, directeur de l'information et producteur délégué.
En 2002 et 2005, il publie deux livres aux éditions Les Intouchables : Testament d'un tueur des Hells et Perverse Cité. Le premier est la biographie du tueur à gages Serge Quesnel des Hells Angels, qu'il rencontre en prison hebdomadairement pendant près de quatre mois, et le second raconte tout le scandale de la prostitution juvénile qui a éclaboussé la Ville de Québec en 2002.
En mai 2008, alors que TQS traverse des difficultés importantes, il se voit offrir le poste de directeur de l'information à TVA Québec. Il accepte et y travaillera jusqu'en janvier 2011.
Dès le début de 2011, il démissionne de ses fonctions pour accepter un poste avec Cogeco Diffusion, qui vient d'acquérir 11 stations de radio au Québec. Il retourne s'établir à Trois-Rivières.
En juin 2012, il devient directeur de l'agence Cogeco Nouvelles qui chapeaute 13 stations de radio au Québec. Il est basé à Montréal et dirige aussi Radio-Circulation.
En février 2014, il accepte le nouveau mandat de Cogeco Diffusion et devient Directeur-Général de la programmation du FM 93 à Québec. Il revient dans la capitale québécoise après trois ans.
En mai 2017, Cogeco Media en fait le directeur-général de ses deux stations de Québec : le FM 93 et le FM 102,9.